# Icononzo (ort)
Icononzo är en ort i Colombia.   Den ligger i departementet Tolima, i den centrala delen av landet, 70 km sydväst om huvudstaden Bogotá. Icononzo ligger 1 308 meter över havet och antalet invånare är 3 540.
Terrängen runt Icononzo är kuperad åt sydost, men åt nordväst är den bergig. Terrängen runt Icononzo sluttar norrut. Runt Icononzo är det ganska tätbefolkat, med 129 invånare per kvadratkilometer. Närmaste större samhälle är Melgar, 12,4 km väster om Icononzo. I omgivningarna runt Icononzo växer i huvudsak städsegrön lövskog.